# Сайді Янко
Сайді Янко (англ. Saidy Janko, нар. 22 листопада 1995, Цюрих) — швейцарський і гамбійський футболіст, правий захисник клубу «Янг Бойз» і національної збірної Гамбії.

## Клубна кар'єра
Народився 22 листопада 1995 року в швейцарському Цюриху в родині вихідця з Гамбії та швейцарки. Займався футболом в академіях місцевого «Цюриха», а згодом англійського «Манчестер Юнайтед».
По ходу першої половини сезону 2014/15 почав потрапляти до заявки головної команди МЮ, утім у дорослому футболі дебютував у другій половині того ж сезону виступами на правах оренди за «Болтон Вондерерз», команду Чемпіонату Футбольної ліги.
Влітку 2015 року за 250 тисяч фунтів перейшов до шотландського «Селтіка», де мав регулярну ігрову практику, проте лише як гравець ротації. Сезон 2016/17 знову провів у другому дивізіоні Англії, де як орендований гравець захищав кольори «Барнслі», а в липні 2018 року перейшов до французького «Сент-Етьєна».
За рік, влітку 2018, перейшов до португальського «Порту», якому трансфер обійшовся у понад 2 мільйони євро. Утім у Португалії не заграв, натомість був відданий в оренду спочатку до англійського друголігового «Ноттінгем Форест», а згодом на батьківщину до «Янг Бойз».
1 жовтня 2020 року уклав чотирирічний контракт з іспанським «Реал Вальядолід», який сплатив за трансфер захисника 1,9 мільйона євро.

## Виступи за збірні
2012 року дебютував у складі юнацької збірної Швейцарії (U-18), загалом на юнацькому рівні за команди Швейцарії різних вікових категорій взяв участь у 15 іграх, відзначившись одним забитим голом.
Протягом 2014–2016 років залучався до складу молодіжної збірної Швейцарії. На молодіжному рівні зіграв у 4 офіційних матчах.
2021 року прийняв запрошення на рівні національних збірних захищати кольори батьківщини свого батька і дебютував в офіційних матчах за національну збірну Гамбії. У складі збірної був учасником Кубка африканських націй 2021 року в Камеруні.
| Дата       | Місто       | Господарі     | Результат | Гості           | Турнір                                      | Голи | Примітки |
| ---------- | ----------- | ------------- | --------- | --------------- | ------------------------------------------- | ---- | -------- |
| 9-10-2021  | Ель-Джадіда | Гамбія        | 1 – 2     | Сьєрра-Леоне    | товариський матч                            | -    |          |
| 12-10-2021 | Ель-Джадіда | Гамбія        | 2 – 1     | Південний Судан | товариський матч                            | -    | 72'      |
| 16-11-2021 | Абу-Дабі    | Нова Зеландія | 2 – 0     | Гамбія          | товариський матч                            | -    |          |
| 16-1-2022  | Лімбе       | Гамбія        | 1 – 1     | Малі            | Кубок африканських націй 2021 - 1-й етап    | -    | 73'      |
| 20-1-2022  | Лімбе       | Гамбія        | 1 – 0     | Туніс           | Кубок африканських націй 2021 - 1-й етап    | -    | 61'      |
| 29-1-2022  | Дуала       | Камерун       | 2 – 0     | Гамбія          | Кубок африканських націй 2021 - чвертьфінал | -    | 56'      |
| Усього     |             | Матчів        | 6         |                 | Голів                                       | 0    |          |

## Титули і досягнення
- Чемпіон Шотландії (1):

«Селтік»: 2015-2016
- Чемпіон Швейцарії (1):

«Янг Бойз»: 2019-2020